# Adriaen van de Velde
Adriaen van de Velde (pokřtěn 30. listopadu 1636 v Amsterdamu - pohřben 21. ledna 1672 tamtéž) byl nizozemský malíř a grafik.

## Život

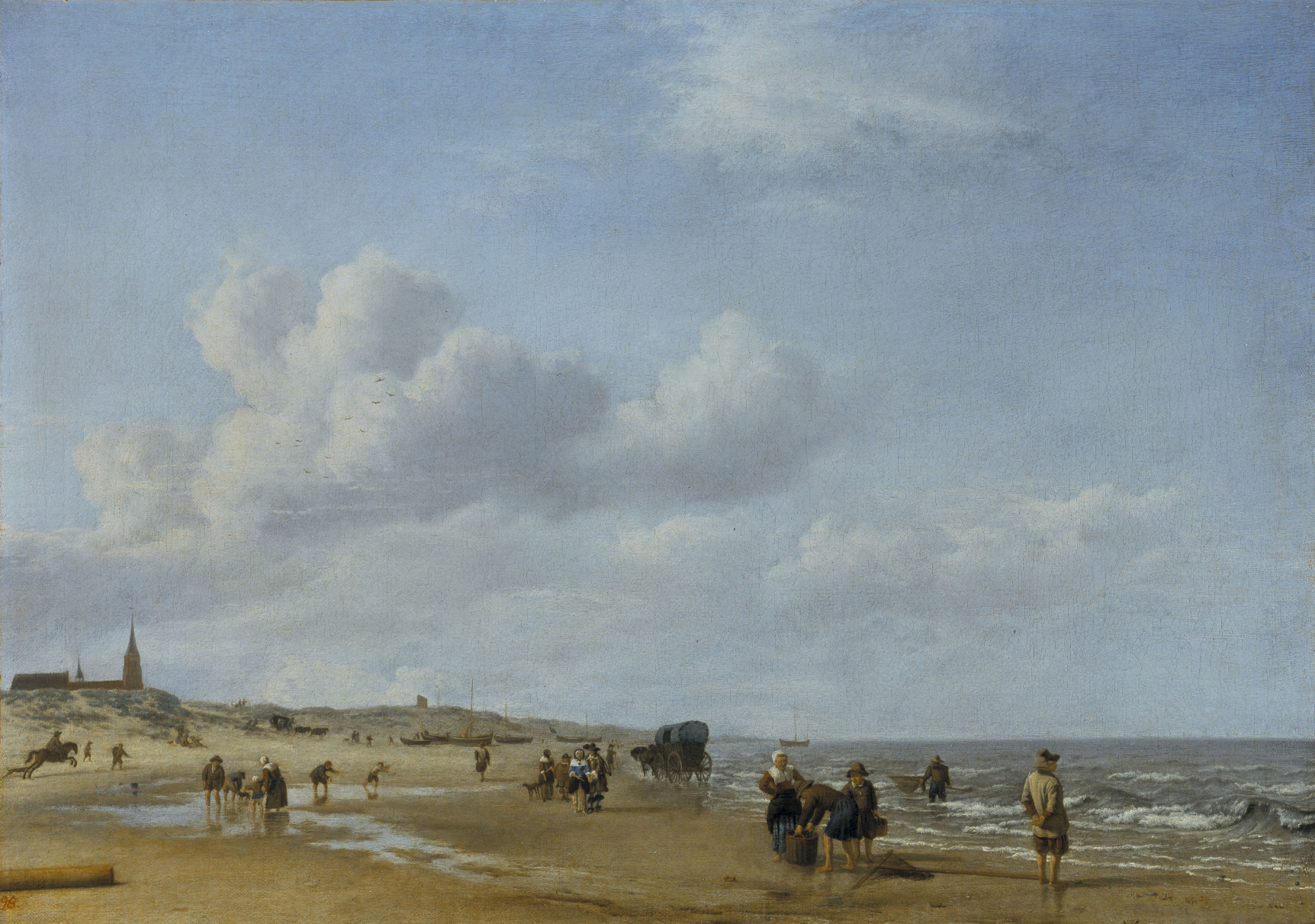
Pláž ve Scheveningenu (1658), Galerie starých mistrů, Kassel

Adriaen van de Velde pocházel z významné nizozemské rodiny malířů a byl synem kreslíře Willema van de Velde staršího (* kolem 1611–1693). Malíř Willem van de Velde (1633–1707) byl jeho bratr. Adriaenovo přesné datum narození není známo, ale 30. listopadu 1636 byl pokřtěn v kostele Oude Kerk.
Van de Velde dostal první výtvarné školení od svého otce. Otec mu pak také zprostředkoval studium v Haarlemu, kde se Adriaen van de Velde stal studentem Jana Wijnantse a Pauluse Pottera. Kromě Pottera měl na van de Veldeho velký vliv zejména Philips Wouwerman.

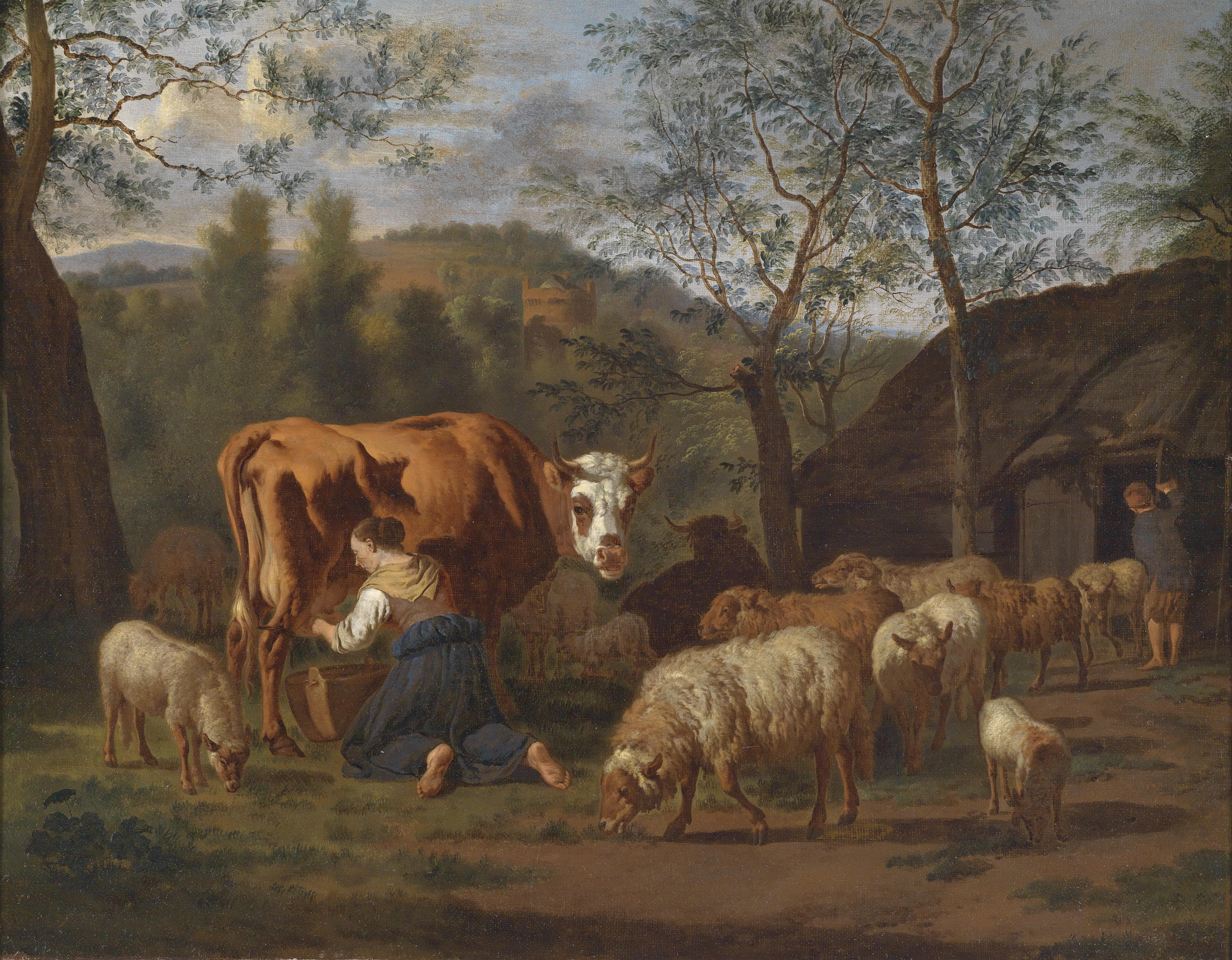
Dojící děvečka s krávou a kozami před stájí (1672)

Po návratu do svého rodného města pracoval van de Velde nějakou dobu v ateliéru Karla Dujardina, a poté se usadil jako nezávislý umělec. Ve věku 21 let se tam 5. dubna oženil s Marií Oudekerkovou. Kromě samostatné činnosti spolupracoval van de Velde také s mnoha dalšími krajináři; mimo jiné maloval lidi a zvířata na obrazech Jana Hackaerta, Jana van der Heydena a Jana Wijnantse.
Malíř Adriaen van de Velde zemřel v roce 1672. Jeho pohřeb se konal 21. ledna v kostele Nieuwe Kerk.

## Dílo
Raná tvorba van de Veldeho je zcela v duchu haarlemské školy a jeho vzorů Pauluse Pottera a Nicolaese Pieterszoona Berchema. Později si našel svůj vlastní styl a - přes krátkost tvůrčího období - vytvořil přes 400 obrazů (soupis pořídil Cornelis Hofstede de Groot). Jeho skici vytvořeny v přírodě nejenže tvořily základ pro jeho pečlivě komponované obrazy, ale byly také často „recyklovány“ jako lepty. Jeho krajinomalby se vyznačují pečlivou reprodukcí detailů, jasnou a harmonickou kompozicí a vysoce kontrastními a teplými barvami.

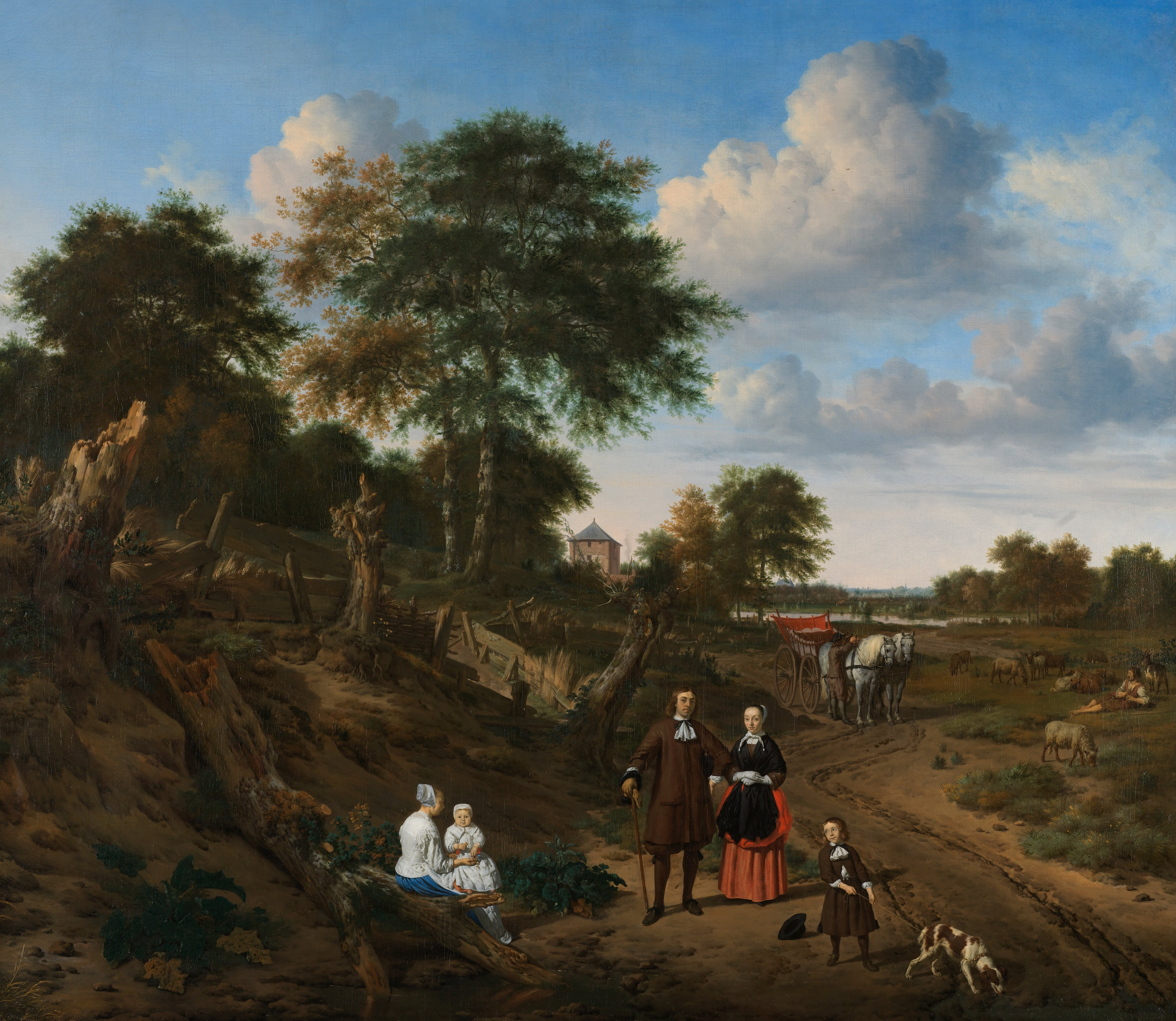
Krajina s rodinnou skupinou (1667), Rijksmuseum Amsterdam

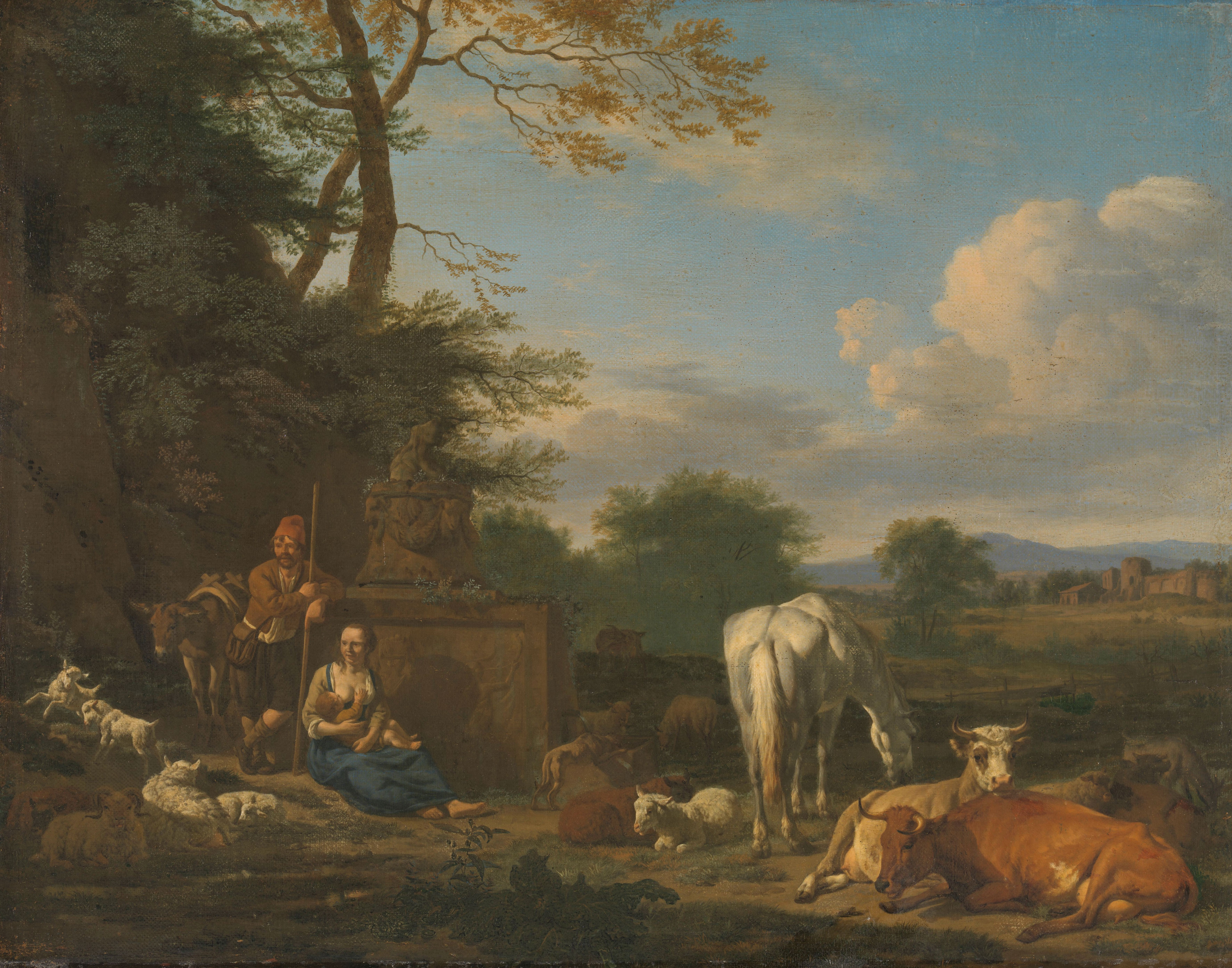
Arkádská krajina (1664, Rijksmuseum Amsterdam)
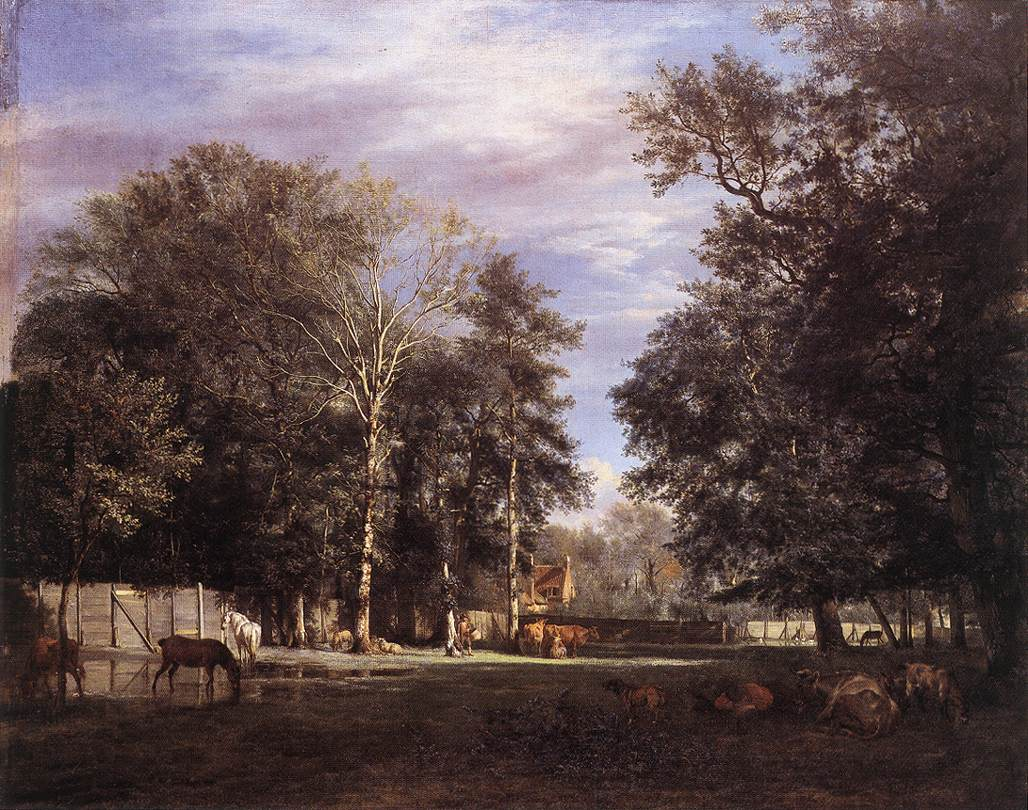
Statek (1666, Gemäldegalerie Berlin)
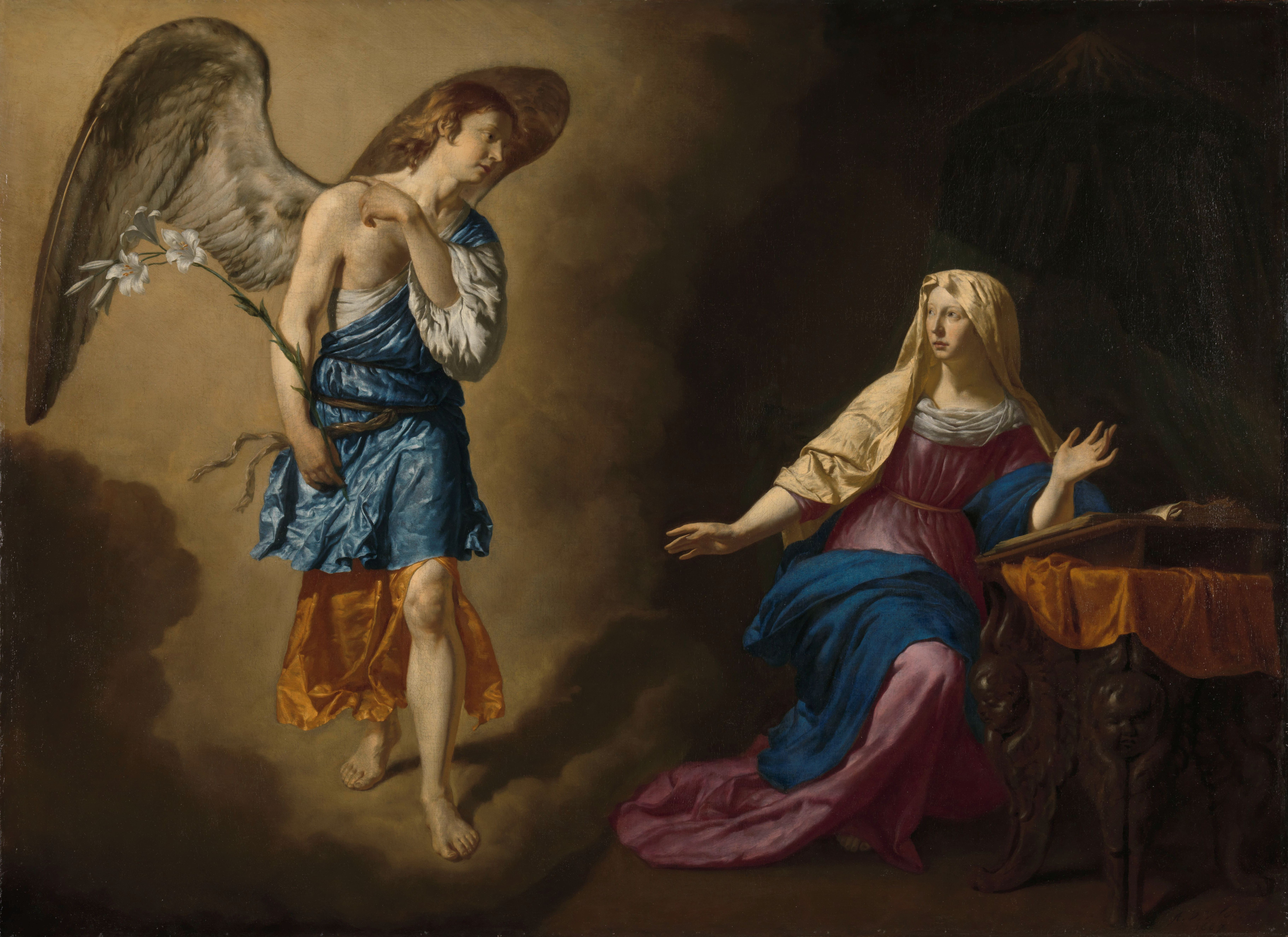
Zvěstování (1667, Amstelkring Museum Amsterdam)
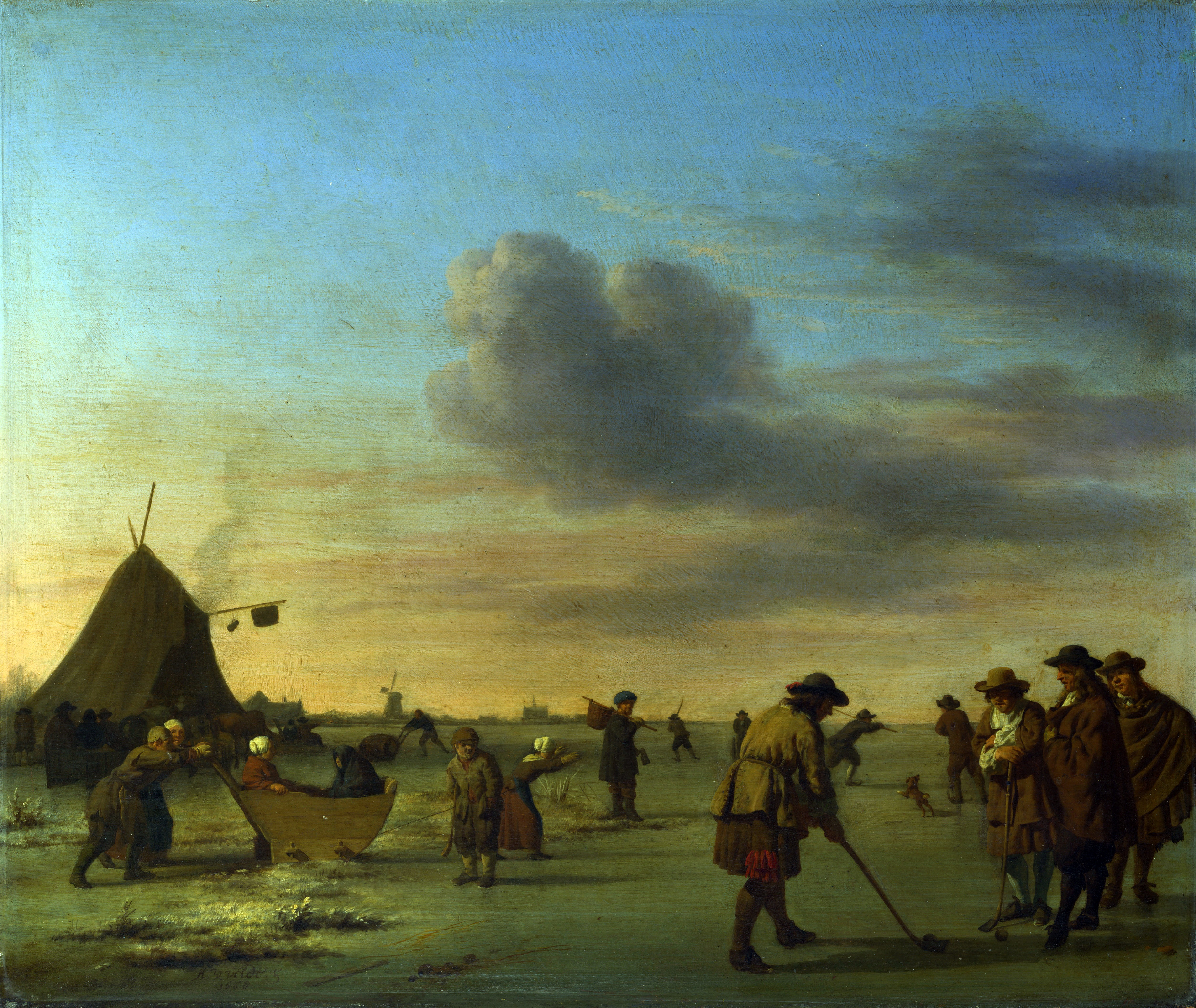
Golf na ledě v Haarlemu (1668, Národní galerie v Londýně)
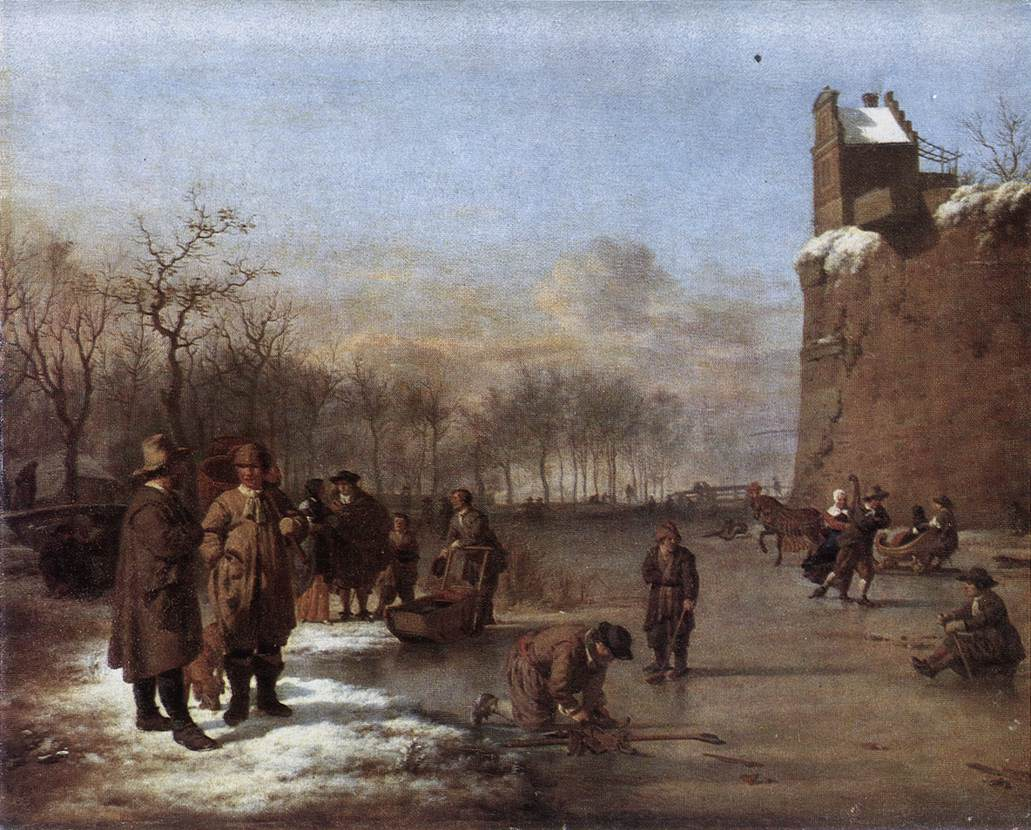
Zábava na zamrzlém městském příkopu (1669, Galerie starých mistrů, Drážďany)
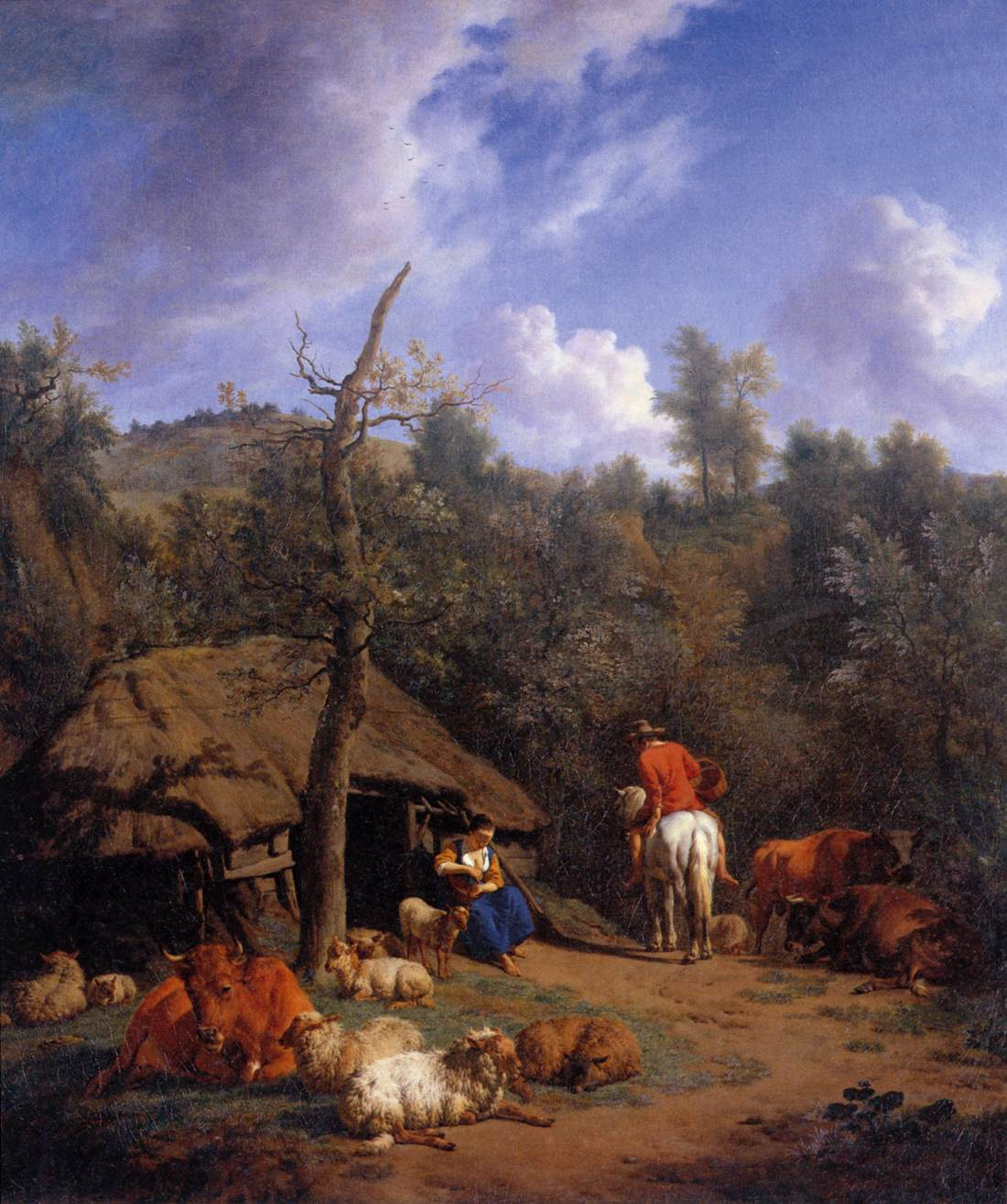
Chatrč (1671, Rijksmuseum Amsterdam)